# Campionato europeo maschile under 20 di pallavolo 2020
Il campionato europeo maschile under 20 di pallavolo 2020 si è svolto dal 26 settembre al 4 ottobre 2020 a Brno e Kuřim, nella Repubblica Ceca: al torneo hanno partecipato dieci squadre nazionali under 20 europee e la vittoria finale è andata per la nona volta, la seconda consecutiva, alla Russia.

## Qualificazioni
Al torneo avrebbero dovuto partecipare la nazionale del paese organizzatore e undici nazionali qualificate tramite il torneo di qualificazione. A seguito del diffondersi della pandemia di Covid-19 in Europa, le qualificazioni sono state cancellate e al torneo hanno partecipato la nazionale del paese organizzatore e undici nazionali qualificate tramite il ranking CEV.

## Impianti
|                                                                      |                                                                  |  |
|                                                                      |                                                                  |  |
| Sportovní hala Vodova Città: Brno Capienza: 3 000 Anno d'apertura: - | Sportovní hala Kuřim Città: Kuřim Capienza: - Anno d'apertura: - |  |

## Regolamento

### Formula
Le squadre hanno disputato una prima fase a gironi con formula del girone all'italiana; al termine della prima fase:
- Le prime due classificate di ogni girone hanno acceduto alla fase finale per il primo posto strutturata in semifinali, finale per il terzo posto e finale.
- La terza e la quarta classificata di ogni girone hanno acceduto alla fase finale per il quinto posto strutturata in semifinali, finale per il settimo posto e finale per il quinto posto.

### Criteri di classifica
Se il risultato finale è stato di 3-0 o 3-1 sono stati assegnati 3 punti alla squadra vincente e 0 a quella sconfitta, se il risultato finale è stato di 3-2 sono stati assegnati 2 punti alla squadra vincente e 1 a quella sconfitta.
L'ordine del posizionamento in classifica è stato definito in base a:
- Numero di partite vinte;
- Punti;
- Ratio dei set vinti/persi;
- Ratio dei punti realizzati/subiti;
- Risultati degli scontri diretti.

## Squadre partecipanti
| Squadra     | Qualificazione      | Ultima partecipazione       |
| ----------- | ------------------- | --------------------------- |
| Belgio      | 11ª nel ranking CEV | / Paesi Bassi e Belgio 2018 |
| Bielorussia | 8ª nel ranking CEV  | / Paesi Bassi e Belgio 2018 |
| Francia     | 7ª nel ranking CEV  | / Paesi Bassi e Belgio 2018 |
| Germania    | 3ª nel ranking CEV  | / Paesi Bassi e Belgio 2018 |
| Italia      | 3ª nel ranking CEV  | / Paesi Bassi e Belgio 2018 |
| Paesi Bassi | 11ª nel ranking CEV | / Paesi Bassi e Belgio 2018 |
| Polonia     | 2ª nel ranking CEV  | / Paesi Bassi e Belgio 2018 |
| Rep. Ceca   | Paese organizzatore | / Paesi Bassi e Belgio 2018 |
| Russia      | 1ª nel ranking CEV  | / Paesi Bassi e Belgio 2018 |
| Serbia      | 9ª nel ranking CEV  | Bulgaria 2016               |
| Turchia     | 6ª nel ranking CEV  | / Paesi Bassi e Belgio 2018 |
| Ucraina     | 10ª nel ranking CEV | Bulgaria 2016               |

## Torneo

### Fase a gironi
| Girone I  | Girone II   |
| --------- | ----------- |
| Belgio    | Bielorussia |
| Francia   | Germania    |
| Italia    | Paesi Bassi |
| Polonia   | Russia      |
| Rep. Ceca | -           |
| Serbia    | -           |

#### Girone I

##### Risultati
| 26 settembre 2020 Sportovní hala Kuřim, Kuřim Durata: 1h:00 - Spettatori: 50  | Italia    | 3 - 0 | Belgio    | 25-18, 25-20, 25-14               |
| 26 settembre 2020 Sportovní hala Kuřim, Kuřim Durata: 2h:11 - Spettatori: 200 | Rep. Ceca | 2 - 3 | Francia   | 21-25, 22-25, 25-23, 27-25, 16-18 |
| 26 settembre 2020 Sportovní hala Vodova, Brno Durata: 1h:10 - Spettatori: 40  | Polonia   | 3 - 0 | Serbia    | 25-19, 25-16, 25-18               |
| 27 settembre 2020 Sportovní hala Vodova, Brno Durata: 1h:21 - Spettatori: 50  | Italia    | 3 - 0 | Polonia   | 26-24, 29-27, 25-20               |
| 27 settembre 2020 Sportovní hala Kuřim, Kuřim Durata: 2h:08 - Spettatori: 50  | Belgio    | 3 - 2 | Francia   | 24-26, 25-20, 23-25, 26-24, 15-9  |
| 27 settembre 2020 Sportovní hala Kuřim, Kuřim Durata: 1h:45 - Spettatori: 200 | Serbia    | 3 - 2 | Rep. Ceca | 20-25, 17-25, 25-16, 25-19, 15-9  |
| 28 settembre 2020 Sportovní hala Kuřim, Kuřim Durata: 1h:08 - Spettatori: 75  | Francia   | 3 - 0 | Serbia    | 25-20, 25-16, 25-18               |
| 28 settembre 2020 Sportovní hala Kuřim, Kuřim Durata: 1h:56 - Spettatori: 40  | Polonia   | 2 - 3 | Belgio    | 29-27, 25-22, 16-25, 23-25, 8-15  |
| 28 settembre 2020 Sportovní hala Vodova, Brno Durata: 1h:15 - Spettatori: 200 | Rep. Ceca | 0 - 3 | Italia    | 15-25, 24-26, 23-25               |
| 30 settembre 2020 Sportovní hala Vodova, Brno Durata: 1h:13 - Spettatori: 20  | Italia    | 3 - 0 | Francia   | 25-22, 27-25, 25-13               |
| 30 settembre 2020 Sportovní hala Kuřim, Kuřim Durata: 0h:57 - Spettatori: 20  | Belgio    | 3 - 0 | Serbia    | 25-14, 25-12, 25-17               |
| 30 settembre 2020 Sportovní hala Kuřim, Kuřim Durata: 1h:11 - Spettatori: 180 | Polonia   | 3 - 0 | Rep. Ceca | 25-23, 25-11, 25-20               |
| 1º ottobre 2020 Sportovní hala Kuřim, Kuřim Durata: 1h:17 - Spettatori: 25    | Francia   | 3 - 0 | Polonia   | 25-23, 25-19, 25-19               |
| 1º ottobre 2020 Sportovní hala Kuřim, Kuřim Durata: 0h:55 - Spettatori: 20    | Serbia    | 0 - 3 | Italia    | 20-25, 16-25, 16-25               |
| 1º ottobre 2020 Sportovní hala Kuřim, Kuřim Durata: 1h:10 - Spettatori: 150   | Rep. Ceca | 0 - 3 | Belgio    | 18-25, 19-25, 21-25               |

##### Classifica
| Pos. | Squadra   | Pt | G | V | P | SV | SP | Ratio | PF  | PS  | Ratio |
| ---- | --------- | -- | - | - | - | -- | -- | ----- | --- | --- | ----- |
| 1.   | Italia    | 15 | 5 | 5 | 0 | 15 | 0  | MAX   | 383 | 297 | 1,289 |
| 2.   | Belgio    | 10 | 5 | 4 | 1 | 12 | 7  | 1,714 | 429 | 381 | 1,126 |
| 3.   | Francia   | 9  | 5 | 3 | 2 | 11 | 8  | 1,375 | 430 | 416 | 1,033 |
| 4.   | Polonia   | 7  | 5 | 2 | 3 | 8  | 9  | 0,888 | 383 | 376 | 1,018 |
| 5.   | Serbia    | 2  | 5 | 1 | 4 | 3  | 14 | 0,214 | 304 | 394 | 0,771 |
| 6.   | Rep. Ceca | 2  | 5 | 0 | 5 | 4  | 15 | 0,266 | 379 | 444 | 0,853 |

      Qualificata alle semifinali per il primo posto.
      Qualificata alle semifinali per il quinto posto.

#### Girone II

##### Risultati
| 26 settembre 2020 Sportovní hala Vodova, Brno Durata: 1h:46 - Spettatori: 40 | Russia      | 3 - 1 | Bielorussia | 30-28, 18-25, 25-22, 25-18       |
| 27 settembre 2020 Sportovní hala Vodova, Brno Durata: 1h:41 - Spettatori: 60 | Germania    | 1 - 3 | Paesi Bassi | 17-25, 25-19, 18-25, 26-28       |
| 28 settembre 2020 Sportovní hala Vodova, Brno Durata: 1h:11 - Spettatori: 50 | Paesi Bassi | 0 - 3 | Bielorussia | 20-25, 20-25, 21-25              |
| 30 settembre 2020 Sportovní hala Vodova, Brno Durata: 1h:53 - Spettatori: 45 | Germania    | 2 - 3 | Russia      | 23-25, 25-20, 17-25, 25-23, 5-15 |
| 1º ottobre 2020 Sportovní hala Vodova, Brno Durata: 1h:11 - Spettatori: 50   | Bielorussia | 3 - 0 | Germania    | 25-20, 25-12, 25-23              |
| 1º ottobre 2020 Sportovní hala Vodova, Brno Durata: 1h:08 - Spettatori: 40   | Russia      | 3 - 0 | Paesi Bassi | 25-21, 25-19, 25-21              |

##### Classifica
| Pos. | Squadra     | Pt | G | V | P | SV | SP | Ratio | PF  | PS  | Ratio |
| ---- | ----------- | -- | - | - | - | -- | -- | ----- | --- | --- | ----- |
| 1.   | Russia      | 8  | 3 | 3 | 0 | 9  | 3  | 3,000 | 281 | 249 | 1,128 |
| 2.   | Bielorussia | 6  | 3 | 2 | 1 | 7  | 3  | 2,333 | 243 | 214 | 1,135 |
| 3.   | Paesi Bassi | 3  | 3 | 1 | 2 | 3  | 7  | 0,428 | 219 | 236 | 0,928 |
| 4.   | Germania    | 1  | 3 | 0 | 3 | 3  | 9  | 0,333 | 236 | 280 | 0,842 |

      Qualificata alle semifinali per il primo posto.
      Qualificata alle semifinali per il quinto posto.

### Fase finale

#### Finali 1º e 3º posto
|  | Semifinali | Semifinali  | Semifinali |                 |    | Finale | Finale      | Finale |
|  |            |             |            |                 |    |        |             |        |
|  | 1I         | Italia      | 3          |                 |    |        |             |        |
|  | 1I         | Italia      | 3          |                 |    |        |             |        |
|  | 2II        | Bielorussia | 0          |                 |    |        |             |        |
|  | 2II        | Bielorussia | 0          |                 | 1I | Italia | 1           |        |
|  |            |             |            |                 | 1I | Italia | 1           |        |
|  |            |             |            |                 |    | 1II    | Russia      | 3      |
|  | 1II        | Russia      | 3          |                 |    | 1II    | Russia      | 3      |
|  | 1II        | Russia      | 3          |                 |    |        |             |        |
|  | 2I         | Belgio      | 2          |                 |    |        |             |        |
|  | 2I         | Belgio      | 2          | Finale 3° posto |    |        |             |        |
|  |            |             |            |                 |    |        |             |        |
|  |            |             |            |                 |    | 2II    | Bielorussia | 0      |
|  |            |             |            |                 |    | 2II    | Bielorussia | 0      |
|  |            |             |            |                 |    | 2I     | Belgio      | 3      |

##### Semifinali
| 3 ottobre 2020 Sportovní hala Vodova, Brno Durata: 1h:12 - Spettatori: 100 | Italia | 3 - 0 | Bielorussia | 25-19, 25-18, 25-19               |
| 3 ottobre 2020 Sportovní hala Vodova, Brno Durata: 1h:48 - Spettatori: 150 | Russia | 3 - 2 | Belgio      | 25-17, 19-25, 18-25, 25-22, 15-13 |

##### Finale 3º posto
| 4 ottobre 2020 Sportovní hala Vodova, Brno Durata: 1h:12 - Spettatori: 150 | Bielorussia | 0 - 3 | Belgio | 19-25, 15-25, 27-29 |

##### Finale
| 4 ottobre 2020 Sportovní hala Vodova, Brno Durata: 1h:38 - Spettatori: 350 | Italia | 1 - 3 | Russia | 23-25, 25-12, 24-26, 25-27 |

#### Finali 5º e 7º posto
|  | Semifinali | Semifinali  | Semifinali |                 |    | Finale 5º posto | Finale 5º posto | Finale 5º posto |
|  |            |             |            |                 |    |                 |                 |                 |
|  | 3I         | Francia     | 3          |                 |    |                 |                 |                 |
|  | 3I         | Francia     | 3          |                 |    |                 |                 |                 |
|  | 4II        | Germania    | 2          |                 |    |                 |                 |                 |
|  | 4II        | Germania    | 2          |                 | 3I | Francia         | 3               |                 |
|  |            |             |            |                 | 3I | Francia         | 3               |                 |
|  |            |             |            |                 |    | 3II             | Paesi Bassi     | 2               |
|  | 3II        | Paesi Bassi | 3          |                 |    | 3II             | Paesi Bassi     | 2               |
|  | 3II        | Paesi Bassi | 3          |                 |    |                 |                 |                 |
|  | 4I         | Polonia     | 2          |                 |    |                 |                 |                 |
|  | 4I         | Polonia     | 2          | Finale 7º posto |    |                 |                 |                 |
|  |            |             |            |                 |    |                 |                 |                 |
|  |            |             |            |                 |    | 4II             | Germania        | 0               |
|  |            |             |            |                 |    | 4II             | Germania        | 0               |
|  |            |             |            |                 |    | 4I              | Polonia         | 3               |

##### Semifinali
| 3 ottobre 2020 Sportovní hala Vodova, Brno Durata: 1h:59 - Spettatori: 20 | Francia     | 3 - 2 | Germania | 25-23, 25-21, 18-25, 19-25, 15-9  |
| 3 ottobre 2020 Sportovní hala Vodova, Brno Durata: 1h:56 - Spettatori: 30 | Paesi Bassi | 3 - 2 | Polonia  | 25-23, 18-25, 25-23, 13-25, 15-13 |

##### Finale 7º posto
| 4 ottobre 2020 Sportovní hala Vodova, Brno Durata: 1h:12 - Spettatori: 20 | Germania | 0 - 3 | Polonia | 16-25, 18-25, 20-25 |

##### Finale 5º posto
| 4 ottobre 2020 Sportovní hala Vodova, Brno Durata: 1h:48 - Spettatori: 20 | Francia | 3 - 2 | Paesi Bassi | 25-17, 21-25, 25-21, 18-25, 15-9 |

## Podio

### Campione
Formazione: 1 Anton Anoško, 3 Michail Fëdorov, 4 Jurij Bražnjuk, 6 Stanislav Dinejkin, 7 Kirill Ionov, 8 Il'ja Kazačenkov, 9 Omar Kurbanov, 10 Roman Muraško, 12 Il'ja Fëdorov, 13 Egor Kasatkin, 17 Michail Vyšnikov, 20 Nikita Morozov, CT: Michail Nikolaev

### Secondo posto
Formazione: 1 Damiano Catania, 2 Leonardo Ferrato, 4 Federico Crosato, 5 Alessandro Michieletto, 9 Tommaso Stefani, 10 Alessandro Gianotti, 11 Andrea Schiro, 13 Rok Jerončič, 14 Giulio Magalini, 15 Tommaso Rinaldi, 16 Paolo Porro, 18 Nicola Cianciotta, CT: Angelo Frigoni

### Terzo posto
Formazione: 1 Ferre Reggers, 2 Samuel Fafchamps, 6 Simon Plaskie, 7 Seppe Rotty, 8 Lennert Van Elsen, 9 Wout D'Heer, 11 Martin Perin, 12 Thiemen Ocket, 15 Michiel Fransen, 16 Robbe Van de Velde, 17 Ilian Sterckx, 22 Tijl Van Looveren, CT: Kris Eyckmans

## Classifica finale
| Pos     | Squadra     | Qualificazione                    |
| ------- | ----------- | --------------------------------- |
| Oro     | Russia      | Campionato mondiale under 21 2021 |
| Argento | Italia      |                                   |
| Bronzo  | Belgio      | Campionato mondiale under 21 2021 |
| 4       | Bielorussia |                                   |
| 5       | Francia     |                                   |
| 6       | Paesi Bassi |                                   |
| 7       | Polonia     |                                   |
| 8       | Germania    |                                   |
| 9       | Serbia      |                                   |
| 10      | Rep. Ceca   |                                   |

## Premi individuali
| Premio                | Nome                   | Squadra |
| --------------------- | ---------------------- | ------- |
| MVP                   | Alessandro Michieletto | Italia  |
| Miglior palleggiatore | Paolo Porro            | Italia  |
| Miglior opposto       | Ferre Reggers          | Belgio  |
| Miglior schiacciatore | Tommaso Rinaldi        | Italia  |
| Miglior schiacciatore | Omar Kurbanov          | Russia  |
| Miglior centrale      | Wout D'Heer            | Belgio  |
| Miglior centrale      | Jurij Bražnjuk         | Russia  |
| Miglior libero        | Il'ja Fëdorov          | Russia  |